# Хосе Марія Мінелья (стадіон)
«Естадіо Хосе Марія Мінелья» (ісп. Estadio José María Minella) — футбольний стадіон місткістю 35 354 глядачів, розташований у місті Мар-дель-Плата (Аргентина).

## Історія
Стадіон був побудований в 1976 році для проведення ігор чемпіонату світу з футболу 1978 року. Місткість стадіону складає 35 354 глядача, в той же час не для всієї цієї кількості передбачені сидячі місця, як і на багатьох інших аргентинських стадіонах. Стадіон був названий на честь Хосе Марії Мінельї, місцевого уродженця і відомого півзахисника в 1930-і і 1940-і роки клубу «Рівер Плейт» і збірної Аргентини, який пізніше тренував «Рівер Плейт» з 1945 по 1959 рік в один з його найуспішніших періодів в історії клубу.
Через те, що в Мар-дель-Платі немає жодної команди, яка стабільно виступає в головній аргентинській лізі, стадіон використовується командами нижчих ліг, а також провідними клубами Аргентини під час літніх турнірів. На стадіоні також проводяться різні фестивалі та концерти.
Серед безлічі музичних подій, що відбувались на арені, виділяються концерт британського рок-співака Рода Стюарта в рамках туру Out of Order Tour, даний 25 лютого 1989 року, і концерт мексиканського виконавця Луїса Мігеля, який відбувся 2 грудня 1994 року під час його туру Segundo Romance Tour.
24 лютого 1993 року стадіон приймав у себе другий і останній Кубок Артеміо Франкі між чинним тоді володарем Кубка Америки збірною Аргентини і чемпіоном Європи збірною Данії 1:1 (пен. 5:4).
З 12 по 26 березня 1995 року в Мар-дель-Платі проходили 12-ті Панамериканські ігри, а арена була місцем проведення церемоній відкриття та закриття та футбольного турніру.

## Матчі чемпіонату світу 1978
В рамках чемпіонату світу на арені було проведено шість матчів групового етапу чемпіонату.
| Дата      | Стадія  | Суперники          | Результат | Глядачів |
| --------- | ------- | ------------------ | --------- | -------- |
| 2 червня  | група 1 | Італія — Франція   | 2-1       | 38 100   |
| 3 червня  | група 3 | Бразилія — Швеція  | 1-1       | 32 569   |
| 6 червня  | група 1 | Італія — Угорщина  | 3-1       | 26 533   |
| 7 червня  | група 3 | Бразилія — Іспанія | 0-0       | 34 771   |
| 10 червня | група 1 | Франція — Угорщина | 3-1       | 23 127   |
| 11 червня | група 3 | Бразилія — Австрія | 1-0       | 35 221   |